# Marsdenia scortechinii
Marsdenia scortechinii är en oleanderväxtart som beskrevs av George King och Gamble. Marsdenia scortechinii ingår i släktet Marsdenia och familjen oleanderväxter. Inga underarter finns listade i Catalogue of Life.